# Mullard 5-10

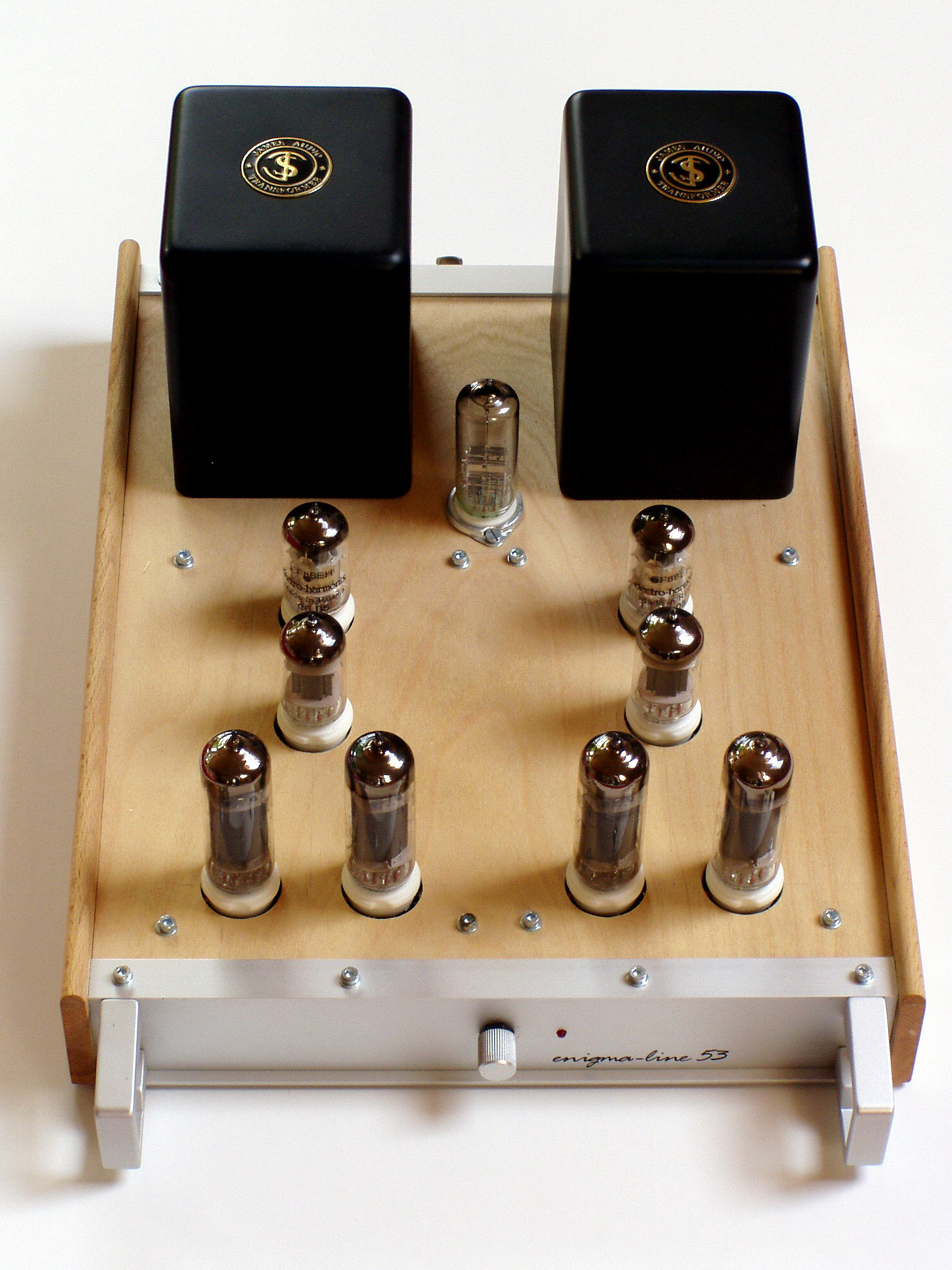
Nachbau eines Mullard 5-10 (ohne Netzteil) in einer Stereo-Version

Der Mullard 5-10 ist ein berühmt gewordener Mono-HiFi-Röhrenverstärker aus dem Jahr 1954, mit dem der damalige britische Röhrenhersteller Mullard Ltd das hohe Leistungspotential seiner Noval-Röhrengeneration EF86 und EL84 demonstrierte. Die Bezeichnung 5-10 leitete sich ab von der Röhrenbestückung (5 Röhren) und der maximal zu erzielenden Ausgangsleistung der Endstufe von 10 Watt.
Das Schaltungsdesign des Verstärkers basiert im Prinzip auf einer Entwicklung aus dem Jahr 1947 des englischen Röhrenspezialisten D.T.N. Williamson, der auch an der Konstruktion der KT66 Beam-Tetrode beteiligt war: Eine Vorstufe mit einer EF86 und eine folgende Phasenumkehrstufe mit einer ECC83 steuert zwei EL84-Endpentoden, die im Gegentaktprinzip die Leistung über den Ausgangstransformator an die Lautsprecher abgeben. Ein für Röhrenverstärker geringer Klirrfaktor von 0,4 Prozent bei 10 Watt wird mit einer mäßigen Gegenkopplung erreicht, für die Gleichrichtung der Anodenspannung ist eine Zweiweg-Röhrendiode EZ80 zuständig.